# Тетерук гірський
Тетеру́к гірський (Dendragapus fuliginosus) — вид куроподібних птахів родини фазанових. Поширений в Північній Америці.

## Поширення
Поширений вздовж тихоокеанського узбережжя від південного сходу Аляски до південної Каліфорнії. Цей вид трапляється в різноманітних соснових і ялицевих лісах від рівня моря до 3600 м поблизу лісової лінії. Здебільшого вони ведуть малорухливий спосіб життя і при потребі долають невеликі відстані пішки або здійснюючи невеликі перельоти.

## Підвиди
Розрізняють 4 підвиди, які зустрічаються послідовно з півночі на південь у межах позначеного ареалу поширення:
- D. f. sitkensis Swarth, 1921, на південному сході Аляски.
- D. f. fuliginosus (Ridgway, 1873), поширений від Юкону до північно-західної Каліфорнії.
- D. f. sierrae Chapman, 1904, зустрічається від Вашингтона до північно-центральної Каліфорнії та Невади.
- D. f. howardi Dickey & Van Rossem, 1923, поширений у центральній Каліфорнії.

## Опис
Птах завдовжки 41–51 см, розмах крил 64–71 см, маса досягає 1,1–1,3 кг. Самець рівномірно темно-сірого кольору з жовтими очними гребінцями. Шия вкрита темними пір'ям, яскраво-білі основи яких оточують два шкірні мішечки від червонуватого до жовтого кольору з обох боків голови, які можуть надуватися під час залицяння. Дорослі самиці мають коричневі плями з темно-коричневими та білими плямами на нижній частині тіла. У самиці шия довша, ніж у самців. Самці мають міцніше тіло, ніж самиці.

## Спосіб життя
Самці співають із глибоким уханням на своїй території та здійснюють короткі махові польоти, щоб привабити самиць. Заклик звучить так, ніби хтось вдаряє в глибокий, але тихий барабан. Самці зазвичай роблять такі сигнали з висоти на деревах. Самиці після спарювання залишають територію самця. Потім самиця будує гніздо на землі в неглибокій норі, захищеній кущами або колодами. Після цього вона відкладає від 5 до 10 яєць. Ці яйця добре маскуються завдяки своєму кремовому основному кольору з крапчастими коричневими плямами.